# Cole Swider

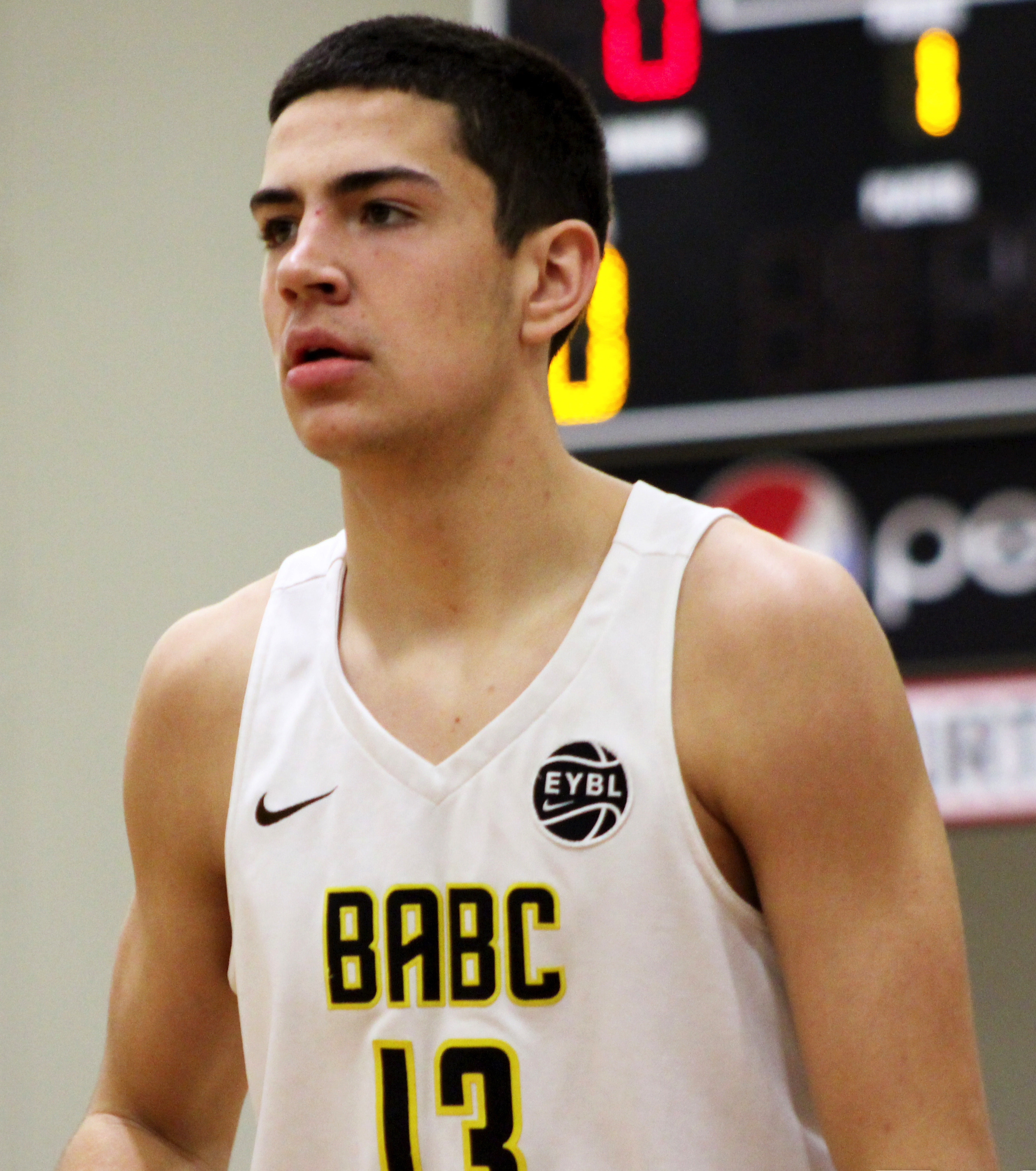
Cole Swider, 2017.

Cole Alexander Swider, född 8 maj 1999 i Portsmouth i Rhode Island, är en amerikansk professionell basketspelare (PF/SF) som spelar för Toronto Raptors i National Basketball Association (NBA). Han har tidigare spelat för Los Angeles Lakers, Miami Heat och Detroit Pistons.
Swider blev aldrig NBA-draftad.
Innan han blev proffs studerade Swider först vid Villanova University och spelade för universitetets idrottsförening Villanova Wildcats. Han blev senare överförd till Syracuse University för spel i Syracuse Orange.